# 6

6(육, 六, 문화어: 륙, 영어: six)은 5보다 크고 7보다 작은 자연수다. 또한 수를 표기하기 위한 숫자이기도 하다.

## 수학
- 합성수로, 그 약수는 1, 2, 3, 6이다. 약수가 4개인 가장 작은 자연수다.
  - 6의 진약수의 합은 6(= 1 + 2 + 3)이므로, 6은 완전수다. 가장 작은 완전수로, 두 번째 완전수는 28이다.
  - 2번째 반소수이자, 제곱 인수가 없는 가장 작은 반소수다. 앞의 반소수는 4, 다음 반소수는 9다.
  - 정확히 두 개의 소수(素數)의 곱으로 이루어진 반소수 중 유일한 완전수다.
- 3 이하의 모든 자연수의 최소 공배수다.
- 3의 배수에 해당하는 모든 짝수는 6의 배수다.
- 4번째 고도 합성수로, 약수가 4개인 가장 작은 자연수다. 앞의 고도 합성수는 4, 다음은 12이며, 12 이후의 고도 합성수는 약수의 개수가 반드시 1씩 증가하지는 않는다.
- 3번째 삼각수다. 앞의 삼각수는 3, 다음 삼각수는 10이다.
- 2번째 중심있는 오각수다. 다음 중심있는 오각수는 16이다.
- 2번째 팔면체수다. 다음 팔면체수는 19다.
- 2번째 오각뿔수다. 다음 오각뿔수는 18이다.
- 자릿수 제곱합이 제곱수인 6번째 자연수다. 이 성질을 지닌 앞의 수는 5, 다음 수는 7이다. (OEIS의 수열 A175396)
- {\displaystyle 6=3!=1\times 2\times 3=2\times 3}
  - 3 이하의 모든 자연수의 곱(계승)이다.
  - 연속하는 두 자연수의 곱으로 나타낼 수 있으며, 이 성질을 지닌 앞의 수는 2, 다음 수는 12이다.
  - 처음 두 소수(素數) 2, 3의 곱으로, 연속하는 두 소수의 곱으로 나타낼 수 있는 가장 작은 수다. 이 성질을 지닌 다음 수는 15다.
  - 연속하는 세 자연수의 곱으로 나타낼 수 있는 가장 작은 수이며, 이 성질을 지닌 다음 수는 24다.
- {\displaystyle 6=1\times 6}
  - 연속하는 두 육각수의 곱으로 나타낼 수 있는 가장 작은 수다. 이 성질을 지닌 다음 수는 90이다.
- 6 이하의 모든 자연수의 곱(계승)은 720이다.

({\displaystyle 6!=1\times 2\times 3\times 4\times 5\times 6=720})
- 칠진법에 쓰이는 숫자중 가장 큰 숫자다.
- 정육면체는 정사각형 6개로 이루어진 입체도형이다.

## 과학
- 탄소(C)의 원자번호.
- 벤젠은 6개의 탄소가 고리 모양으로 결합되어 있다.
- 태양계의 여섯 번째 행성은 토성이다.
- 곤충의 다리는 6개이다.
- 고체 상태의 물 분자는 육각형으로 배열한다.
- 벌집, 토성 북극 등 육각형은 여러 곳에서 발견된다.
- NGC 6/NGC 20: 안드로메다자리 방향에 있는 렌즈형은하.

## 교통

### 철도
- 서울 지하철 6호선

### 도로
- 고속도로
  - 유럽 고속도로 6호선(영어판): 노르웨이 시르케네스에서 스웨덴 트렐레보리까지 이어지는 유럽 고속도로.
- 국도 제6호선
  - 대한민국 6번 국도: 인천광역시 중구에서 강원특별자치도 강릉시 연곡면까지 이어지는 대한민국의 국도.
  - 일본 6번 국도: 도쿄도 주오구에서 미야기현 센다이시까지 이어지는 일본의 국도.
- 기타 도로
  - 현도 제6호선

## 나이(만 6세)
- 일본에서는 만 6세에 소학교에 입학한다.（호주도 마찬가지)

## 문화유산
- 대한민국의 국보 제6호: 충주 탑평리 칠층석탑
- 대한민국의 보물 제6호: 여주 고달사지 원종대사탑비
- 대한민국의 사적 제6호: 경주 황룡사지

## 방송
- 대한민국
  - 디지털 방송의 SBS 채널 번호.
    - G1방송 (강원도), TJB (대전/세종/충남), CJB (충북), KNN (부산/경남), ubc (울산), TBC (대구/경북), kbc (광주/전남), JTV (전북), JIBS (제주)

  - 지니 TV와 B tv의 CJ온스타일 채널 번호.
  - 스카이라이프의 현대홈쇼핑 채널 번호.
  - U+ TV의 GS샵 채널 번호.
- 조선민주주의인민공화국
  - 체육텔레비죤의 채널 번호.

## 스포츠
- 배구에서 한 팀을 이루는 인원은 6명이다.
- 야구에서 유격수의 수비 위치를 나타내는 수비번호.

## 작품
- 《6》: 일본의 록 밴드 무크의 음반. 2006년 4월 26일 출시.

## 기타
- 연도: 6년, 기원전 6년

한자 六(6)

- 세계의 대륙은 아시아, 아프리카, 북아메리카, 남아메리카, 오세아니아, 유럽의 6개다.
- 대한민국의 초등학교는 6학년까지 있다.
- 과거 대한민국의 중학교는 6학년제였다.
- 불교에서는 육도윤회라는 말을 하는데, 이는 지옥, 아귀, 수라, 축생, 인, 천계를 도는 것을 말한다.
- 육법은 가장 기본이 되는 법률인 헌법, 민법, 민사소송법, 상법, 형법, 형사소송법을 말한다.
- 한의학에서 육부는 대장, 소장, 위, 쓸개, 방광, 삼초이다.
- 조선민주주의인민공화국의 중학교는 6학년까지 있다.
- 가야 연맹은 6개의 나라(고령가야, 금관가야, 대가야, 성산가야, 소가야, 아라가야)로 이루어져 있었다.
- 2022년 현재 대한민국에 6개의 광역시가 있다. (인천광역시, 대전광역시, 부산광역시, 울산광역시, 대구광역시, 광주광역시)
- 육하원칙은 언제, 어디서, 누가, 무엇을, 어떻게, 왜로 이루어져있다.
- 일본의 도호쿠 지방은 아오모리현, 이와테현, 미야기현, 아키타현, 야마가타현, 후쿠시마현으로 이루어져 있다.
- 성경에는 신이 세계를 6일만에 창조하였다고 기록되어 있다.
- 육조에 이조, 형조, 예조, 병조, 공조, 호조가 있다.
- 한자에 육서가 있다.
- 사육신과 생육신
- 젝스키스(Sechs Kies)는 독일어로 여섯 개의 수정이라는 뜻이다.
- 베트남의 공휴일은 6가지가 있다.
- 대한민국의 인증번호 숫자는 총 6자리이다.
- 주민등록번호 앞의 6자리는 생년월일이다.
- 한국거래소의 종목코드 번호는 총 6자리이다.